# Попеску, Мариус Даниэль
Мариус Даниэль Попеску (рум. Marius Daniel Popescu, род. 10 июня 1963, Крайова) — швейцарский писатель румынского происхождения.

## Биография
Учился на факультете лесоводства в Брашовском университете. Параллельно начал публиковать стихи и заметки в студенческом журнале. После падения режима Чаушеску основал собственный журнал Реплика и издавал его до 1990, когда переехал в Швейцарию. Поселился в Лозанне, работал водителем автобуса. В 2004 основал франкоязычный литературный журнал Le Persil. Выпустил две книги французских стихов, а в 2007 дебютировал как романист.

## Произведения

### Стихи

#### Книги на румынском языке, изданные в Румынии
- Jucării de lemn, Brasov, Unicorn 91, 1992
- Fotograful de muște, Vlasie, 1993
- Etajul 5, la vară, Arhipelag, 1994
- Groapa de nisip și leagăne, Magister, 1997

#### Книги на французском языке, изданные в Швейцарии
- 4x4 poèmes tout-terrains, Lausanne, Éditions Antipodes, 1995
- Arrêts déplacés, Lausanne, Éditions Antipodes, 2004 (премия Рильке, 2006)

### Романы
- Волчья симфония/ La Symphonie du loup, Paris, Éditions José Corti, 2007 (Премия Роберта Вальзера Архивная копия от 2 апреля 2015 на Wayback Machine, 2008; премия кантона Во по культуре, 2008; нем. пер. 2013)
- Цвета ласточки/ Les Couleurs de l’hirondelle, Paris, Éditions José Corti, 2012 (Большая литературная премия Интернета; французская премия L’Inapercu; Федеральная премия Швейцарии по литературе (недоступная ссылка))

## Награды
- Кавалер ордена «За заслуги перед культурой»[рум.] в категории A «Литература» (2018 год, Румыния)[1].